# 弗羅里達納海灘 (佛羅里達州)
弗羅里達納海灘（英語：Floridana Beach）是位於美國佛羅里達州布里瓦德縣的一個非建制地區。該地的面積和人口皆未知。

## 地理
弗羅里達納海灘的座標為27°56′47″N 80°39′44″W / 27.94639°N 80.66222°W，而該地的平均海拔高度為3米（即10英尺）。